# Chmod
chmod je Unix naredba, obično dostupna na svim *nix operacijskim sustavima. Služi za uređivanje odnosno promjenu dopuštenja datotečnog sustava. Defaultna dopuštenja pri stvaranju novih datoteka određena su umask postavkama, chmod dolazi od engl. change mode - promijeni način, odnosno ovdje - promijeni pravo pristupa.
Brojčani prikaz dopuštenja datotečnog sustava
| # | dopuštenje                     | rwx |
| - | ------------------------------ | --- |
| 7 | čitanje, pisanje i izvršavanje | rwx |
| 6 | čitanje i pisanje              | rw- |
| 5 | čitanje i izvršavanje          | r-x |
| 4 | samo čitanje                   | r-- |
| 3 | write and execute              | -wx |
| 2 | write only                     | -w- |
| 1 | execute only                   | --x |
| 0 | none                           | --- |

(Napomena: U članku dopuštenja datotečnog sustava pročitajte detaljan opis sustava dopuštenja).
Najčešći oblik naredbe je sljedeći:
```
chmod xyz ime_datoteke
```

xyz je troznamenkasti (ili četveroznamenkasti) oktalni broj. Mijenjanjem jedne od zadnje tri oktalne znamenke mijenjamo prava pristupa za vlasnika datoteke, grupu i ostale, dok prvom znamenkom od četiri mijenjamo SUID, SGID ili tzv. sticky bit.

## Primjeri
```
$ 
ls
 
-lF
 
"hrvatska wikipedija"

-rw-rw-r-- 1 speedy speedy 167703 Kol 17 01:12 hrvatska wikipedija

$ 
chmod
 
755
 
"hrvatska wikipedija"

$ 
ls
 
-lF
 
"hrvatska wikipedija"

-rwxr-xr-x 1 speedy speedy 167703 Kol 17 01:12 hrvatska wikipedija*

```

Prvom naredbom provjeravamo prava pristupa datoteke hrvatska wikipedija, drugom naredbom mijenjamo ta prava, te trećom naredbom provjeravamo rezultat. Opcija -l naredbe ls je long odnosno dugi ili detaljni prikaz svojstava datoteke, -F dodaje oznaku ovisno o tipu datoteke na kraj imena, u ovom slučaju zvjezdicu za izvršne datoteke.

## Srodne naredbe
- chown
- chgrp
- takeown

## Vanjske poveznice
- https://www.freebsd.org/cgi/man.cgi?query=chmod&sektion=1
- https://www.gnu.org/software/coreutils/manual/html_node/chmod-invocation.html